# Radzymin (gmina)
Pour les articles homonymes, voir Radzymin.
La gmina Radzymin est un district administratif situé en milieu mixte (urbain-rural) du powiat de Wołomin dans la Voïvodie de Mazovie, dans le centre-est de la Pologne.
Son siège administratif (chef-lieu) est la ville de Radzymin, qui se situe environ 9 km au nord-ouest de Wołomin (siège de la powiat) et 26 km au nord-est de Varsovie (capitale de la Pologne).
La gmina couvre une superficie de 130,93 km2 pour une population de 19 129 habitants en 2006.

## Géographie
Outre la ville de Radzymin, la gmina inclut les villages de :

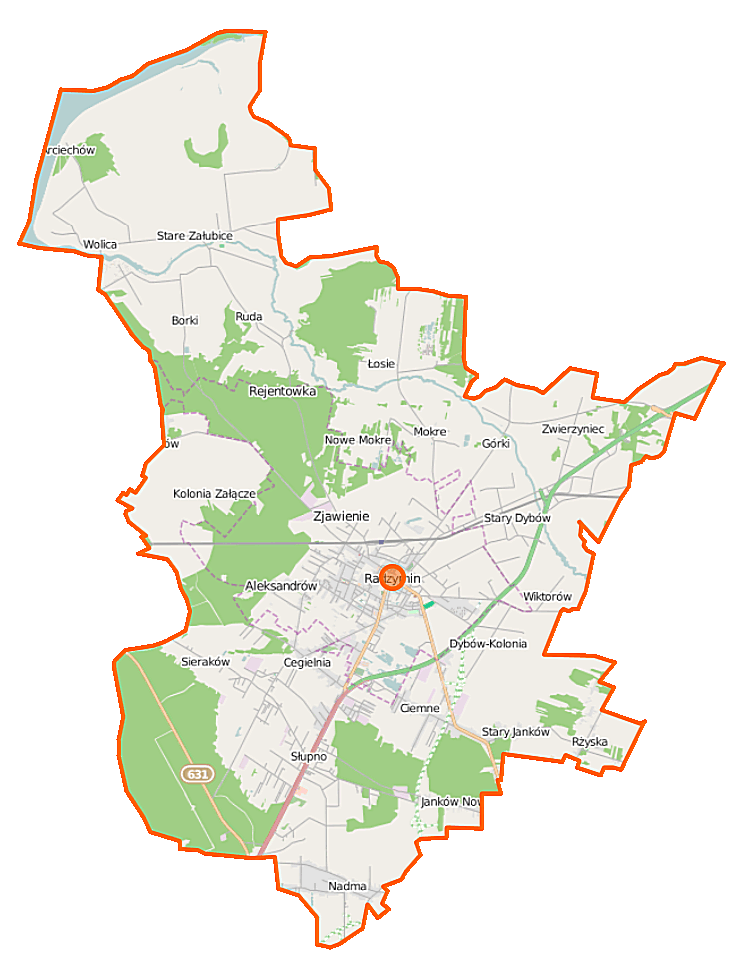
Plan de la gmina

- Arciechów
- Borki
- Cegielnia
- Ciemne
- Dybów-Folwark
- Dybów-Górki
- Dybów-Kolonia
- Emilianów
- Łąki
- Łosie
- Mokre
- Nadma
- Nowe Załubice
- Nowy Janków
- Opole
- Popielarze
- Ruda
- Rżyska
- Sieraków
- Słupno
- Stare Załubice
- Stary Dybów
- Stary Janków, Wiktorów
- Zawady
- Zwierzyniec

### Gminy voisines
La gmina de Radzymin borde :

les villes de :
- Kobyłka
- Marki,

et les gminy de : 

- Dąbrówka
- Klembów
- Nieporęt
- Serock
- Wołomin.

## Structure du terrain
D'après les données de 2002, la superficie de la commune de Wierzbno est de 130,93 km2, répartis comme telle :
- terres agricoles : 62 %
- forêts : 23 %

La commune représente 13,6 % de la superficie du powiat.

## Démographie
Données du 31 décembre 2009 :
| Description        | Total  | Total | Femmes | Femmes | Hommes | Hommes |
| ------------------ | ------ | ----- | ------ | ------ | ------ | ------ |
| Unité              | Nombre | %     | Nombre | %      | Nombre | %      |
| Population         | 21 055 | 100   | 10 342 | 50,9   | 9 960  | 49,1   |
| Densité (hab./km²) | 156,3  | 156,3 | 79,6   | 79,6   | 76,6   | 76,6   |